# 平子エミリ
平子 エミリ（ひらこ えみり、1988年4月22日 - ）は、日本の女優、AV女優。
ロータスグループ所属。
血液型O型。身長：161cm 、スリーサイズ：B88・W58・H88(または84)、E(またはD)カップ。
趣味・特技：杏仁豆腐・走ること(またはドライブ)

## 作品

### アダルトビデオ
2008年
- 新人×ギリギリモザイク 新人ギリギリモザイク 平子エミリ（2008年2月19日、エスワン）
- ギリギリモザイク ネットリ濃厚セックス 平子エミリ（2008年3月19日、エスワン）
- ギリギリモザイク 無限絶頂！激イカセFUCK 平子エミリ（2008年4月19日、エスワン）
- ギリギリモザイク イヤラしい痴女 平子エミリ（2008年5月19日、エスワン）
- ギリモザ バコバコ乱交 平子エミリ（2008年6月7日、エスワン）
- ギリモザ おしゃぶり大乱交 平子エミリ×仲村知夏×渋谷梨果（2008年7月19日、エスワン）…共演:仲村知夏、渋谷梨果
- ギリモザ 激しく淫らに欲情FUCK 平子エミリ（2008年8月19日、エスワン）
- まるごと4時間×ギリモザ ものすごい騎乗位 絶叫！ビッグマグナムFUCK 平子エミリ（2008年10月7日、エスワン）

### DMMビデオ動画
- ギリモザDMM 桃瀬えみる×平子エミリ×渋谷梨果 （2008年7月7日）
- ギリモザDMM vol.2 桃瀬えみる×平子エミリ×渋谷梨果 （2008年9月1日）

### 成人映画
2007年
- 痴漢（秘）劇場 秘肉の生なぶり（2007年10月5日、竹書房）…共演:佐伯奈々、紕咲あゆみ